# Юханссон, Георг
Гео́рг Юханссон (швед. Georg Johansson; 23 апреля 1910 — 12 января 1996) — шведский футболист, играл на позиции полузащитника. Участник чемпионата мира 1934 года.

## Биография

### Клубная карьера
Всю футбольную карьеру, насчитывающую 13 сезонов, играл за «Браге», но с этим клубом не завоевал никаких титулов.

### Карьера в сборной
Дебютировал за сборную Швеции 26 июля 1931 года в товарищеском матче со сборной Латвии — Швеция выиграла матч со счётом 6:0.
В составе сборной Швеции принимал участие на чемпионате мира 1934 года, но на том турнире был запасным и на поле не выходил. Всего за сборную Швеции сыграл 2 матча и забил 1 гол.

### Смерть
Скончался 12 января 1996 года в возрасте 85 лет.